# Yeşilalan, Turhal
Yeşilalan là một xã thuộc huyện Turhal, tỉnh Tokat, Thổ Nhĩ Kỳ. Dân số thời điểm năm 2011 là 39 người.